# Hembygdsförbund
Hembygdsförbund är regionala organisationer inom den svenska hembygdsrörelsen. De är organiserade i riksorganisationen Sveriges Hembygdsförbund, samt i 26 regionala hembygdsförbund som bygger på län eller landskap. 2 600 lokala hembygdsföreningar, med totalt mer än 450 000 medlemmar, är med i Sveriges Hembygdsförbund via de regionala hembygdsförbunden. I Finland är de svenska hembygdsföreningarna organiserade i Finlands svenska hembygdsförbund.

## Regionala hembygdsförbund anslutna till Sveriges Hembygdsförbund
- Blekinge hembygdsförbund
- Bohusläns hembygdsförbund
- Dalarnas fornminnes- och hembygdsförbund
- Dalslands fornminnes- och hembygdsförbund
- Gotlands hembygdsförbund
- Gästrike-Hälsinge hembygdsförbund (Gävleborgs län)
- Göteborgs hembygdsförbund
- Halländska hembygdsrörelsen (Halland och Hallands län)
- Heimbygda, hembygdsförbund för Jämtlands län
- Jönköpings läns hembygdsförbund
- Kalmar läns fornminnes- och hembygdsförbund
- Kronobergs läns hembygdsförbund
- Medelpads hembygdsförbund
- Norrbottens hembygdsförbund (Norrbottens län)
- Skånes hembygdsförbund
- Stockholms läns hembygdsförbund
- Södermanlands hembygdsförbund (Södermanlands län)
- Upplands fornminnesförening och hembygdsförbund (Uppsala län)
- Värmlands hembygdsförbund
- Västerbottens läns hembygdsförbund
- Västergötlands hembygdsförbund
- Västmanlands hembygdsförbund och fornminnesförening (Västmanlands län)
- Ångermanlands hembygdsförbund (Ångermanland inom Västernorrlands län)
- Ölands hembygdsförbund
- Örebro läns hembygdsförbund
- Östergötlands hembygdsförbund (Östergötlands län)